# أيكون أوف ذا سيز
أيقونة البحار أو أيكون أوف ذا سيز (بالإنجليزية: Icon of the Seas) هي سفينة سياحية تعود ملكيتها إلى شركة رويال كاريبيان إنترناشيونال صنعت بواسطة شركة ماير توركو في مدينة توركو الفنلندية. وهي أول سفن الشركة من فئة أيكون، حمولتها الإجمالية 250.800 طن مما يجعلها أكبر سفينة سياحية في العالم من حيث الحمولة الإجمالية، ودخلت الخدمة في مطلع عام 2024، 

## تاريخ
أعلنت رويال كاريبيان في في 10 أكتوبر 2016 عن إبرام اتفاقية مع ماير توركو بشأن طلب تصنيع سفينتين سياحيتين من الفئة الجديدة "أيكون".
بدأ البناء كالمعتاد باحتفال قطع الصلب في 14 يونيو 2021. وفي 19 يونيو 2023 قامت بأولى تجارب رحلاتها البحرية ثم عادت في 22 يونيو إلى حوض بناء السفن في ماير توركو. لتخضع إلى التعديلات النهائية على أنظمتها، والانتهاء من إكمال تنفيذ المساحات الداخلية والتأثيث.
زودت السفينة بتقنية خلايا الوقود المصنعة من إيه بي بي وستعمل بالغاز الطبيعي المسال، وتحتوي على ست محركات فارتسيلا متعددة الوقود تولد 67500 كيلوواط من الطاقة  يمكن تشغيلها بكل من الغاز الطبيعي المسال أو وقود الديزل. وميزات طاقة بديلة أخرى، مثل استخدام خلايا الوقود لإنتاج الكهرباء والمياه العذبة.
تتكون السفينة من 20 طابقًا تسع 7،600 راكب بالإشغال الأقصى بالإضافة إلى 2،350 من أفراد الطاقم، يتوفر بها 7 حمامات للسباحة و 6 منزلقات مائية. والسفينة تحتوي على أعلى شلال، وأطول منزلق مائي، وأكبر حديقة مائية، وأول مسبح لامتناهي معلق من أي سفينة سياحية أخرى.
وفي 27 يناير 2024 انطلقت السفينة من ميناء ميامي بولاية فلوريدا في أول رحلة لها عبر الجزر الاستوائية، والتي تستغرق 7 أيام.